# 斎藤正直
斎藤 正直（さいとう まさなお、1911年10月11日 - 1994年4月7日）は、日本のフランス文学者、文芸評論家、翻訳家。明治大学文学部教授、学長も務めた。

## 略歴
東京外国語学校へ進むが学生運動で放校、小林秀雄の援助を受け、1934年明治大学文芸科に入学して里見弴、今日出海、豊島与志雄の教えを受け、豊島の娘と結婚。
1939年には同人誌『批評』の創刊に参加。
戦後『近代文学』同人となり、助手から明大文学部仏文科助教授、教授として倉橋由美子らを教えた。ヴィクトル・ユゴー、ロマン・ロランなどを翻訳、長島良三、矢野浩三郎らの翻訳家を育てた。

## 編著
- 『現代に生きる世界名言集』（あかつき書店） 1962
- 『世界名言集 : 知と愛のことば』（光風社書店） 1977
- 『朝鮮訪問記 未来にはばたくチュチェの国』（そしえて） 1982

## 翻訳
- 『レ・ミゼラブル (ジャン・ヴァルジャン)』上・下（ヴィクトル・ユーゴー、豊島与志雄訳を再編、同光社） 1949、のち三笠書房
  - 『レ・ミゼラブル』（ユゴー、平凡社、世界名作全集） 1959、のち潮文庫 1970
- 『水の上』（モーパッサン、河出書房、世界文学全集） 1951
- 『ナナ』（ゾラ、河出書房、世界文学全集） 1955
  - 『ナナ』（ゾラ、筑摩書房、Chikuma classics） 1978
- 『ベベ・ドンジュの真相』（シメノン、早川書房、シメノン選集） 1955、のち世界ミステリシリーズ
- 『海の勇者』（ユーゴー（再話）、講談社） 1955
- 『エデンの姉弟』（マルセル・シュナイダー、秋元書房） 1958
- 『まだ早すぎる』（テレスカ・トーレス、秋元書房） 1958
- 『八十日間世界一周』（ベルヌ、岩崎書店、ベルヌ冒険名作選集） 1959
- 『恋の手ほどき / 青い麦』（コレット、秋元書房） 1959
- 『夏の終り』（フレデリック・コーナー、秋元書房） 1959
- 『かまきり』（ユベール・モンテイエ、早川書房） 1964
- 『ジャン・クリストフ』（ロマン・ロラン、集英社、世界文学全集） 1968
- 『死刑囚最後の日』（ヴィクトル・ユゴー、潮文庫） 1971
- 『愛と死の戯れ』（ロマン・ロラン、潮文庫） 1973
- 『アンドレ・マルロー 小説的生涯』（ピエール・ガラント、早川書房） 1983

## 児童向翻案
- 『海の勇者』（ユーゴー原作、松田穰絵、講談社、世界名作全集107） 1955
- 『ジャン・バルジャン物語』（ユーゴー原作、中山正美絵、筑摩書房、世界の名作1） 1956
- 『八十日間世界一周』（ベルヌ、武部本一郎絵、岩崎書店、ベルヌ冒険名作選集5） 1959
- 『レ・ミゼラブル』（ユーゴー、豊島与志雄共訳、依光隆絵、金の星社） 1968
- 『ジャン・クリストフ』（ロマン・ロラン原作、山東洋絵、集英社、ジュニア版世界の文学17） 1975